# Hallennes-lez-Haubourdin

Hallennes-lez-Haubourdin este o comună în departamentul Nord, Franța. În 1 ianuarie 2022 avea o populație de 4.739 de locuitori.